# Zbigniew Wegehaupt

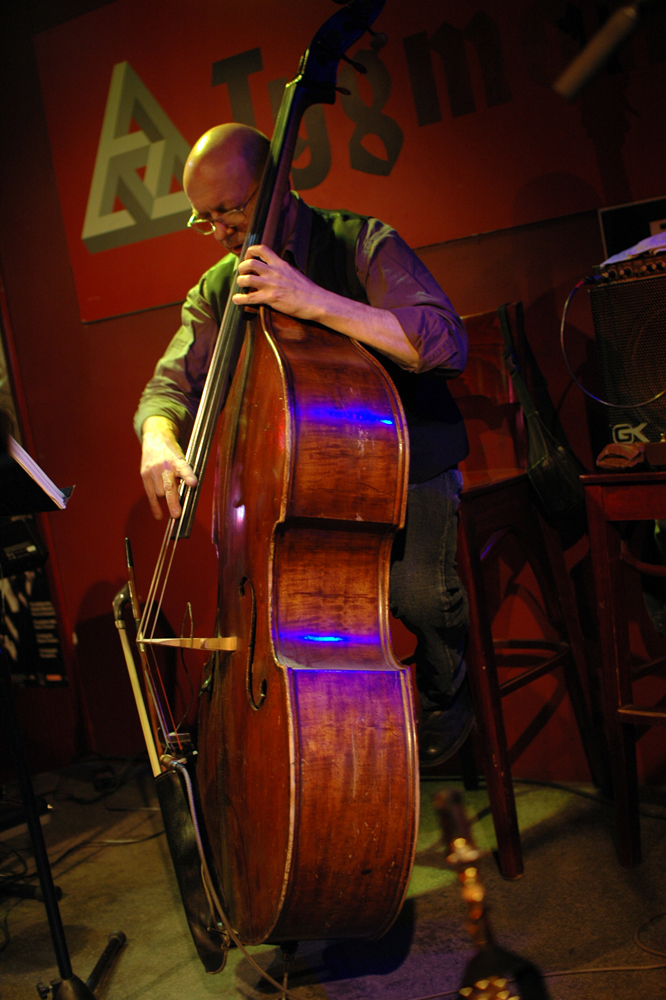
Zbigniew Wegehaupt, Club Tygmont in Warschau (April 2009)

Zbigniew Wegehaupt (* 9. August 1954 in Katowice; † 13. Januar 2012 in Warschau) war ein polnischer Bassist des Modern Jazz.

## Leben und Wirken
Wegehaupt studierte Kontrabass auf der Staatlichen Musikhochschule in Katowice. Dann spielte er mit arrivierten polnischen Jazzmusikern wie Jan Ptaszyn Wróblewski und Zbigniew Seifert sowie der Big Band Katowice (Album 1978). In der Folge trat er mit Tomasz Stańko, Andrzej Kurylewicz, Jerzy Satanowski, Wojciech Karolak, Stanisław Sojka oder Jarosław Śmietana auf und gehörte längere Zeit zur Gruppe von Zbigniew Namysłowski. Auch hat er als Studiomusiker (etwa für Varius Manx, Anna Maria Jopek oder Aga Zaryan) gearbeitet und komponierte die Musik zum Film Tuchomie-20 Ha Sztuki. Seit dem ersten Jahrzehnt des neuen Jahrhunderts leitete er ein eigenes Quartett.
Wegehaupt war Dozent an der Staatlichen Bednarska-Musikschule in Warschau. Er spielte auf zahlreichen Jazzfestivals, etwa dem Jazz Jamboree, dem North Sea Jazz Festival oder dem Jazzfestival von Bilbao.

## Diskographische Hinweise
- Sake (1983, mit Henryk Miśkiewicz, Andrzej Olejniczak, Janusz Skowron, Czesław Bartkowski)
- Wege (2005, mit Jerzy Małek, Marcin Masecki, Sebastian Frankiewicz)
- Tota  (2008, mit Jerzy Małek, Marcin Masecki, Ziv Ravitz)